# Курово (Медновское сельское поселение)
Курово — деревня в Калининском районе Тверской области. Входит в состав Медновского сельского поселения.

## География
Находится в юго-восточной части Тверской области на расстоянии приблизительно 22 км на северо-запад по прямой от города Тверь на левобережье Тверцы.

## История
Была отмечена еще на карте 1853 года. В 1859 году здесь (тогда деревня Новое или Курово Новоторжского уезда Тверской губернии) было учтено 5 дворов.

## Население
Численность населения: 33 человека (1859 год), 11 (русские 100 %) в 2002 году, 1 в 2010.